# Gastricsine
La gastricsine, ou pepsine C, est une protéase aspartique qui catalyse le clivage des liaisons peptidiques avec une plus grande spécificité que la pepsine A et une préférence pour les résidus de tyrosine.  Cette enzyme est très active sur l'hémoglobine. Son gène est PGC situé sur le chromosome 6 humain.